# Таміка чорнохвоста

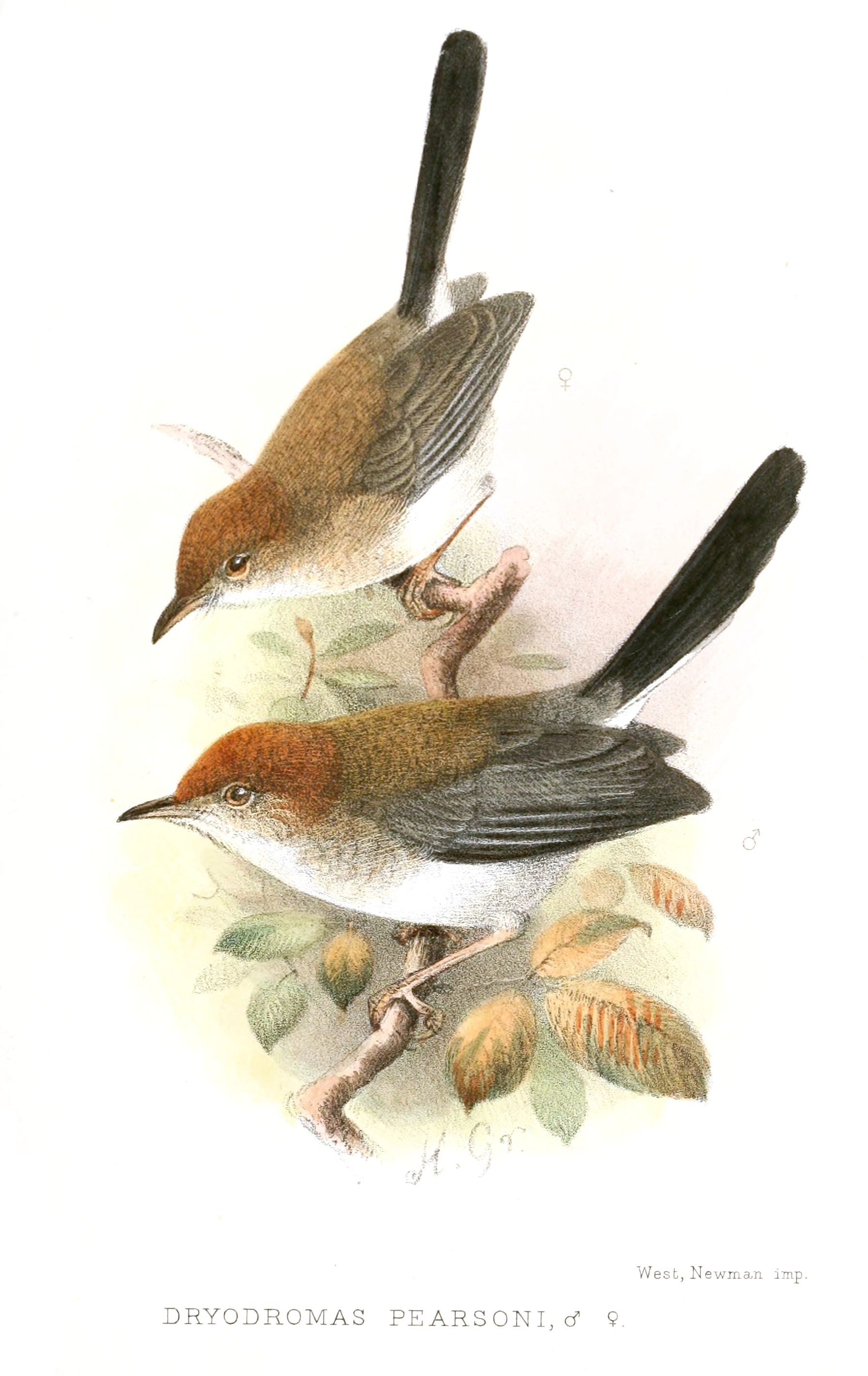
Чорнохвості таміки

Та́міка чорнохвоста (Cisticola melanurus) — вид горобцеподібних птахів родини тамікових (Cisticolidae). Мешкає в Анголі і Демократичній Республіці Конго.

## Опис
Довжина птаха становить 10-11 см, вага 8-10 г. Тім'я рудувато-коричневе, спина темно-сіра з коричневим відтінком, хвіст чорний, довгий. Нижня частина тіла білувата.

## Поширення і екологія
Чорнохвості таміки жпоширені на півночі Анголи і на південному заході ДР Конго. Живуть в сухих саванах і міомбо.